# Старчево
Вижте пояснителната страница за други значения на Старчево.
Ста̀рчево (паралелна неофициална форма Старчово, на гръцки: Στάρτσοβο, Старцово) е село в Югозападна България, община Петрич, област Благоевград.

## География
Село Старчево се намира в Петричката котловина в югоизточното подножие на Огражден планина. Отстои на около 10 километра северно от общинския център Петрич. Съседни села са Кърналово и Рибник. Климатът е преходносредиземноморски с летен минимум и зимен максимум на валежите. Средната годишна валежна сума е около 700 мм.

## История
В околностите на Старчево са открити следи от неолитни поселения, тракийски могили (още непроучени), славянски селища и т.н. Селото се споменава в османски регистри от XVI–XVII век под името Истарчева. Според данъчен дефтер от 1570 година в селото живеят 112 християнски домакинства.
През 1848 година със съдействието на Неделчо чорбаджи и дядо Георги в селото е построена първата възрожденска църква в Петричко – „Свети Мина“. Александър Синве („Les Grecs de l’Empire Ottoman. Etude Statistique et Ethnographique“), който се основава на гръцки данни, в 1878 година пише, че в Старфсовон (Starfsiovon), Мелнишка епархия, живеят 380 гърци. В „Етнография на вилаетите Адрианопол, Монастир и Салоника“, издадена в Константинопол в 1878 година и отразяваща статистиката на населението от 1873 година, Старчево (Startchevo) е посочено като село с 93 домакинства с 35 жители мюсюлмани и 265 жители българи.
През есента на 1878 година жителите на Старчево се включват активно в Кресненско-Разложкото въстание. За известно време в селото е установена революционна власт.
Според Стефан Веркович („Топографическо-этнографическій очеркъ Македоніи“) в 1889 година в Старчово има 95 български домакинства, с 642 жители.
В 1891 година Георги Стрезов пише за селото:
| „ | Старчово, на СИ от Петрич 2 часа път. Лежи в ъгъла що образуват Струма и Струмица. Околност блатиста с разкошни ливади. Работи се и коприна. Църква, в която четат гръцки, и училище също тъй гръцко с 23 ученика. Числото на къщите е 130. | “ |

Съгласно статистиката на Васил Кънчов към 1900 година Старчево е чисто българско село. В него живеят 620 българи-християни.
Селото е изцяло под влиянето на елинизма и е едно от най-северните и най-упорити гъркомански села в Македония. Според статистиката на секретаря на Българската екзархия Димитър Мишев в 1905 година населението на Старчево се състои от 920 българи патриаршисти гъркомани. В селото има 1 начално гръцко училище с 2 учители и 25 ученици. Жителите на Старчево се включват в Гръцката въоръжена пропаганда в Македония като дават убежище, а и самите те участват в андартските чети, воюващи с българските чети на ВМОРО и ВМОК. През декември 1904 година четата на Дончо Златков напада селото и принуждава селяните да предадат гръцките учители Фотини Пападимитриу и Андонис Плумис. Селото обаче е спасено от намесата на османски части. На 5 юли 1905 година в Старчево нахлува четата на Петров и избива прогръцките първенци. След това нападение Теодосий Ганчов организира местна гъркоманска чета, в която влизат Димитър Смилянски (Δημήτριος Σμηλιάντης), Пандо Киряков (Παντελής Κυριακού), Ангел Пасхалев (Άγγελος Πασχάλης), Давид Вакуфчев (Δαβίδ Βακουφτσής), Петър Богоричев (Πέτρος Μπογορίτσης) и Илия Богоричев (Ηλίας Μπογορίτσης) от Старчево, както и петричаните Иван Белевеслев (Ιωάννης Μπελεβεσλής), Петър Перингов (Πέτρος Περίγγος), Иван Рафтов (Ιωάννης Ραφτόπουλος) и Никола Капитанов (Νικόλαος Καπετανόπουλος) от Ветрен. Ганчов влиза в контакт с гръцкото консулство в Сяр, което го снабдява с оръжие. Четата на Ганчов действа в Мелнишко, Неврокопско, Валовищко и Струмишко до Балканските войни.
В учебната 1896 – 1897 година гръцки учител в Старчево е Гайос Лазару. От 13 ноември 1901 година до 1911 година в Старчево гръцка учителка е Фотини Пападимитриу, подпомогната от майка си Евдокия, която знае български език. След Младотурската революция в 1908 година в Старчево става учител гръцкият андартски капитан Николаос Гусиос.
През 1912 година по време на Балканската война в селото влиза българската армия. По време на Междусъюзническата война през юли 1913 година Старчево е завладяно от гръцки части. На 9 юли 1913 година то е опожарено от гръцките войски.
По силата на Букурещкия договор селото остава в България. Жителите му гъркомани се изселват в Гърция. Гръцките власти ги натоварват на кораб и ги насочват към блатисти местности в района на Катерини. По време на пътуването се развихря силна морска буря. По-късно, на новото място почти всички се разболяват от малария и отново тръгват на север. 
Част от жителите се заселват в село Ветрен (днес Нео Петрици) под Беласица, точно срещу Петрич, а малка част се завръща отново в Старчево. Във Ветрен старчевци са основната част от населението.
От 1913 до 1925 година в селото се заселват българи-бежанци от Демирхисарско и Сярско – от селата Старошово (Ставродроми), Хаджи бейлик (Вирония), Дервент (Акритохори) и Баракли (Валтеро), както и планинци от Никудин и Игралище, Петричко.

## Население

### Етнически състав
Преброяване на населението през 2011 г.
Численост и дял на етническите групи според преброяването на населението през 2011 г.:
|                     | Численост |
| Общо                | 577       |
| Българи             | 473       |
| Турци               | -         |
| Цигани              | -         |
| Други               | 3         |
| Не се самоопределят | -         |
| Неотговорили        | 101       |

## Културни и природни забележителности
В близост до село Старчево се намира известната местност Рупите и природната забележителност Кожух.

## Редовни събития
- 11 ноември – Свети Мина, традиционен събор на селото и храмов празник на местната църква.

## Личности
Родени в Старчево
- Теодосий Ганчов (Теодосиос Ганциос), гръцки андартски капитан
- От Старчево е Костадин Паскалев, вицепремиер в правителството на Симеон Сакскобургготски и два мандата кмет на Благоевград от листата на БСП, роден в родилния дом в Кърналово.